# Іщенко Дмитро Тихонович
Дмитро Тихонович Іщенко (1913 — ?) — український радянський діяч, голова Державного комітету Ради Міністрів Української РСР по професійно-технічній освіті.

## Біографія
Народився в травні 1913 року.
Освіта вища. Член ВКП(б).
На 1948 рік — інструктор Управління кадрів ЦК КП(б)У.
На 1958—1959 роки — начальник Українського республіканського управління трудових резервів Головного управління трудових резервів при Раді міністрів СРСР.
З вересня 1959 року — начальник Головного управління професійно-технічної освіти при Раді міністрів Української РСР.
23 березня 1966 — 5 січня 1976 року — голова Державного комітету Ради міністрів Української РСР по професійно-технічній освіті.
Потім — на пенсії.

## Нагороди
- орден Леніна (.10.1965)
- медалі
- Почесна грамота Президії Верховної Ради Української РСР (14.05.1963)
- Грамота Президії Верховної Ради Української РСР (14.05.1973)
- заслужений працівник професійно-технічної освіти Української РСР (30.09.1970)